# Тампонада

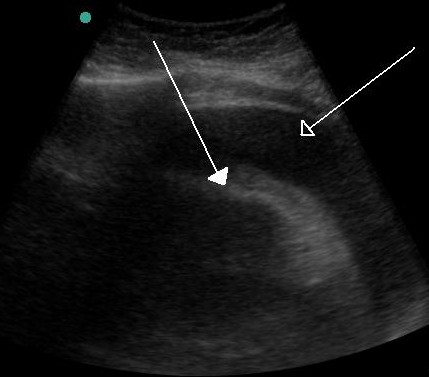
Дуже великий перикардіальний крововилив через злоякісну пухлину, який спостерігається на УЗД, що спричиняло тампонаду. Закрита стрілка: серце, відкрита стрілка: крововилив.

Тампонада — (нім. Tamponade, від фр. tampon) це введення в рану або порожнину (суглоба, плеври тощо) тампонів для спинення кровотечі або для відсмоктування гнійного вмісту, а також для відмежування запального вогнища від навколишніх тканин. Тампонада — корисний метод зупинки крововиливу. Це досягається шляхом накладання абсорбуючої пов'язки безпосередньо на рану, що поглинає надлишки крові та створюючи закупорку, або шляхом прямого натискання рукою чи накладання джгуту.
Однак найзагрозливіші наслідки при виниканні тампонади внаслідок проблем зі здоров'ям, як у випадку тампонади серця. У цій ситуації рідина збирається всередині перикардіального мішка. Тиск у перикарді не дає серцю повністю розширитися і заповнити шлуночки, унаслідок чого в організмі циркулює значно зменшена кількість крові. Якщо не зупинити цей стан, при таких обставинах можлива смерть.
Тампонада сечового міхура — це закупорка виходу сечового міхура через утворення в ньому тромбу. Зазвичай це вимагає хірургічного втручання. Така сильна кровотеча зазвичай пов'язана із раком сечового міхура.

Тампонада газу використовувалася під час хірургічної операції з відшарування сітківки, допомагаючи зменшити швидкість потоку рідини через розриви сітківки. Дослідження показують, що пацієнти, які перенесли операцію тампонадними агентами газу C3F8 та стандартним силіконовим маслом, мали найкращі візуальні та анатомічні результати порівняно з іншими тампонадними агентами.